# Österreich-Wermut
Der Österreich-Wermut (Artemisia austriaca), auch Österreichischer Beifuß genannt, ist eine Pflanzenart aus der Familie der Korbblütler (Asteraceae). Sie ist in Eurasien weitverbreitet.

## Beschreibung

### Vegetative Merkmale
Der Österreich-Wermut wächst als ausdauernde krautige Pflanze und erreicht Wuchshöhen von 20 bis 60 Zentimeter. Der aufrechte und oben verzweigte Stängel verholzt am Grund meist.
Zumindest die unteren Laubblätter sind zwei- bis dreifach fiederschnittig und mehr oder weniger gestielt. Die meisten Stängelblätter sind am Grund deutlich geöhrt, die mittleren Stängelblätter erreichen eine Länge von 1 bis 2 Zentimeter. Alle Laubblätter erscheinen durch eine angedrückte, seidig-filzige Behaarung weißlich-grau und seidig glänzend. Die meist 0,7 bis 1 Millimeter breiten und 5 bis 12 Millimeter langen Laubblattzipfel sind stumpf und an der Spitze fast handförmig gebüschelt.

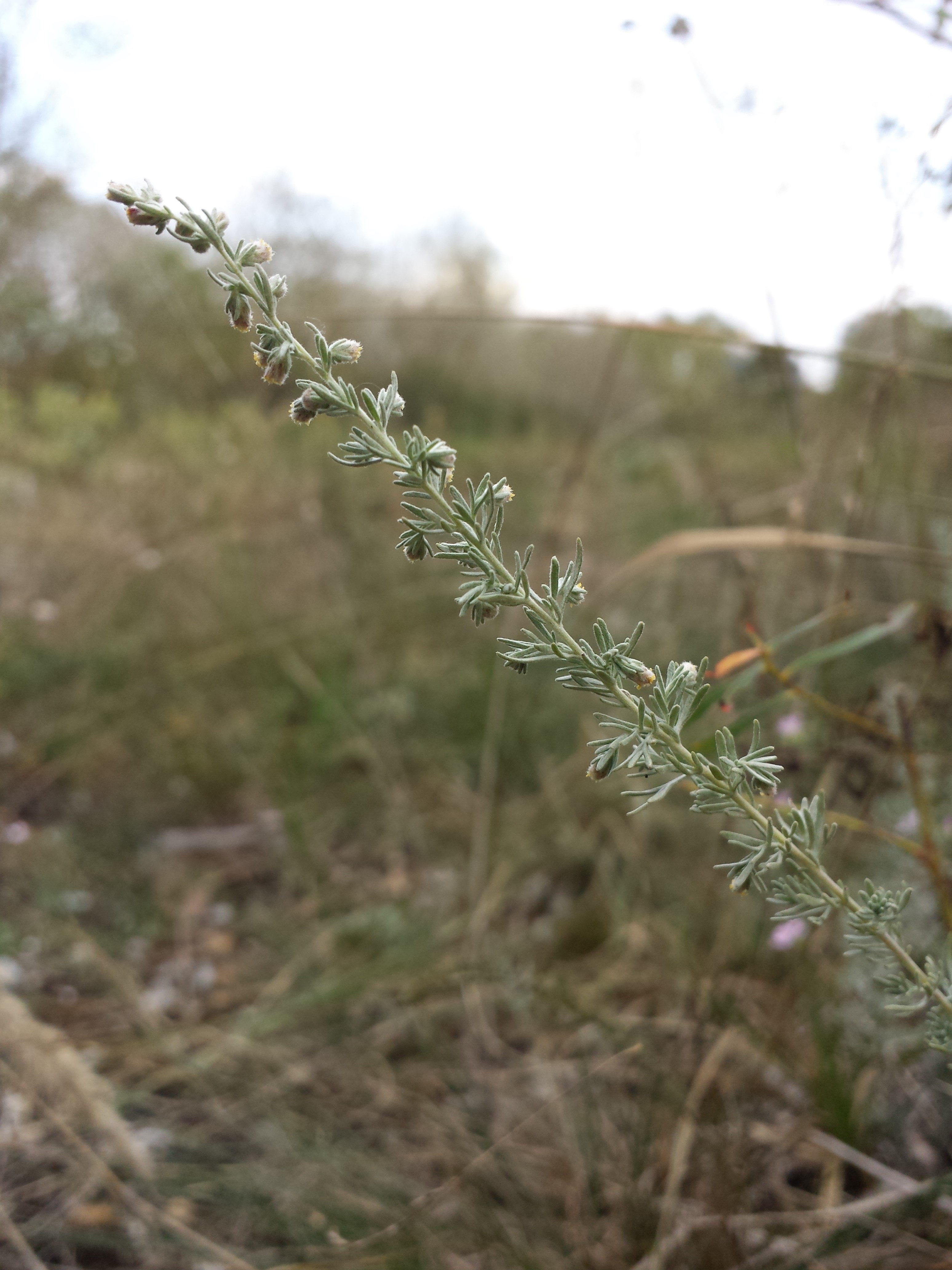
Österreichischer Beifuß (Artemisia austriaca)

### Generative Merkmale
In sparrigen, rispigen oder traubigen Gesamtblütenständen stehen viele nickende körbchenförmige Teilblütenstände dicht zusammen. Die äußeren Hüllblätter sind abstehend dicht weiß filzig behaart und die anderen sind länglich. Der Körbchenboden ist kahl. Die Körbchen sind bei einem Durchmesser von 2,6 bis 3,8 (manchmal bis zu 4,5) Millimeter, beziehungsweise einer Länge von etwa 9 Millimeter und einer Breite von etwa 3 Millimeter eiförmig. In den Körbchen sind nur Röhrenblüten enthalten. Die Röhrenblüten sind rötlich-gelb.

### Chromosomenzahl
Die Chromosomenzahl beträgt 2n = 16.

### Ökologie
Die Blütezeit dieses Chamaephyten reicht in Mitteleuropa von Juli bis September.

## Vorkommen und Gefährdung
Das Verbreitungsgebiet des Österreich-Wermut erstreckt sich von Mittel-, Ost- und Südosteuropa, über Westasien, den Kaukasus, Sibirien und Mittelasien bis nach China. Der Österreich-Wermut ist in Mitteleuropa in Österreich, Ungarn und der Slowakei heimisch.
In Österreich sind Vorkommen nur aus dem pannonischen Gebiet der Bundesländer Wien, Niederösterreich und dem Burgenland bekannt. Die selten auf Trockenrasen und Sandsteppen der collinen Höhenstufe, ausnahmsweise auch ruderal auftretende Pflanzenart gilt in Österreich als stark gefährdet. Der Österreich-Beifuß kommt in Mitteleuropa in Gesellschaften des Verbands Salsolion oder der Ordnung Corynephoretalia canescentis vor.
In Deutschland gilt der Österreich-Wermut als eingebürgerter Neophyt und ist nicht besonders geschützt.